# 2008년 경찰 야구단 시즌
2008년 경찰 야구단 시즌은 경찰 야구단이 KBO 퓨처스리그에 참가한 3번째 시즌이다. 김용철 감독이 팀을 이끈 3번째 시즌이었으나, 개인 사정으로 6월에 중도 사퇴하여 정현발 감독 대행이 잔여 시즌동안 팀을 이끌었다. 조영훈이 주장을 맡았으며, 팀은 구단 사상 최다 패(52), 최저 승률(0.316)을 기록하여 북부리그 6팀 중 6위, 전체 10팀 중 10위에 그치며 창단 후 처음이자 마지막으로 최하위에 머물렀다.

## 타이틀
- 퓨처스 올스타: 신용운, 김용섭, 양영동, 조영훈
- 퓨처스 올스타전 우수투수상: 신용운
- 타석: 조영훈 (373)
- 타수: 조영훈 (345)
- 득점: 조영훈 (71)
- 안타: 조영훈 (103)
- 홈런: 조영훈 (24)
- 이닝: 차정민 (122.2)
- 상대한 타자 수: 차정민 (565)

## 선수단
- 투수 : 손승락, 신용운, 원종현, 이재곤, 전준호, 차정민, 노병오, 한승엽, 차기훈, 홍성균, 이형범
- 포수 : 양의지, 김기남, 김민철
- 내야수 : 이시찬[1], 전현태, 조영훈, 김용섭, 송승민
- 외야수 : 양영동, 황동채[2], 이도윤[3], 최훈락, 김한상, 이창석

## 여담
- 김용철 감독이 자진 사임함에 따라 KBO 퓨처스 올스타전에는 정현발 감독대행이 코치로 이름을 올렸다. KBO 퓨처스 올스타전 코치진에 감독대행이 이름을 올린 것은 이때가 최초였다.

## 같이 보기
- 2009년 경찰 야구단 시즌